# Aloeides carolynnae
Aloeides carolynnae (tên tiếng Anh: Carolynn's Copper) là một loài bướm thuộc họ Lycaenidae. Đây là loài đặc hữu của Nam Phi.
Sải cánh khoảng 23–28 mm đối với con đực và 25–33 mm đối với con cái. Cá thể trưởng thành mọc cánh từ tháng 9 tới tháng 11 and again từ tháng 1 tới tháng 3 in two generations per year.
Ấu trùng có lẽ ăn các loài Aspalathus.

## Phân loài
- Aloeides carolynnae carolynnae (fynbos in the West Cape, the Slanghoek Valley)
- Aloeides carolynnae aurata Pringle, 1994 (fynbos hoặc limestone ridges near De Hoop and sandy ground near Witsand)